# Cratere Sniadecki
Sniadecki è un cratere lunare di 41,13 km situato nella parte sud-orientale della faccia nascosta della Luna.